# Carlos Lozano
Carlos Lozano Hidalgo (Madrid, 27 de noviembre de 1962) es un conocido presentador de televisión, modelo y actor español.

## Biografía
Comenzó en el mundo de la moda, y desfiló para Versace y Armani en las pasarelas de París, Milán, Nueva York, Chicago, Londres y Japón. También durante una temporada formó parte del equipo de locutores de continuidad de TVE 2, con los que esta cadena quería dar una imagen de frescura y juventud.
En 1994 se inicia en el mundo de la interpretación, debutando sobre los escenarios en la obra de teatro Los bellos durmientes, de Antonio Gala, junto a Amparo Larrañaga.
En 1996 pasa a Telecinco que lo contrata para presentar La ruleta de la fortuna en sustitución de Goyo González. Un año después ficha por Telemadrid para hacerse cargo de los concursos en el magacín de Terelu Campos, Con T de tarde. También en Telemadrid presentó el concurso de chistes ¡Hola mamá, soy yo! (1998) y el concurso Adivina, Adivinanza (1999).
En 1999 se embarca en un proyecto de Antena 3 Television para recuperar para la interpretación a Carmen Sevilla.
Se trata de una serie llamada Ada Madrina, en la que Lozano compartía plató, además de con la mencionada, con Jesús Puente y Mar Flores. Sin embargo, la audiencia no responde y la serie es retirada pocas semanas después de su estreno. Ese mismo año se hace con un pequeño papel en la película Todo sobre mi madre de Pedro Almodóvar.
De vuelta a Televisión Española, José Luis Moreno le encomienda la presentación de su nuevo espacio musical para la noche de los sábados, Noche de fiesta.
Pocos meses después, le surge su primera gran oportunidad. La televisión pública decidió reeditar un viejo concurso que en su día había conducido con enorme éxito el veterano Joaquín Prat: El precio justo.
El elegido para responsabilizarse de la nueva etapa es el propio Carlos Lozano. Permanece en el programa hasta 2001 y conoce a una de las azafatas, Mónica Hoyos, que sería madre de su hija Luna.
Ese mismo año, participa en la película Marujas asesinas, junto a Neus Asensi y Antonio Resines.
Tras un breve paso por el espacio ¡Vaya peña!, es llamado para ponerse al frente del nuevo talent show en España, Operación Triunfo, programa que arrasaría en los índices de audiencia en los siguientes años, y que sitúa a Lozano como uno de los personajes más populares de la pequeña pantalla.
Carlos, con su peculiar estilo, se hizo cargo de la presentación de las tres primeras ediciones del concurso, las emitidas por TVE entre 2001 y 2004. Se hace famoso por su imagen desenfadada y sus coletillas como "mi niña", "guapísima", "a triunfar", etc.
Con posterioridad ha presentado en La Primera Eurojunior; las distintas galas previas y posteriores al Festival de Eurovisión entre 2002 y 2006; el programa de cámara oculta Mira allí emitido por Canal Nou y Telemadrid en 2005; En esta noche (2006-2007) y el magacín Tan lozano (2008), ambos en 7 Región de Murcia y una nueva edición del clásico concurso ¿Qué apostamos? (2008), junto a Rocío Madrid, en algunas de las cadenas integradas en la FORTA. En enero de 2011 regresa a televisión para presentar el programa Rico al instante, en Antena 3, que resulta un auténtico fracaso.
En 2010 realiza junto a María Blanco y Marta Rivera la gira por España del longevo musical Chicago, interpretando al protagonista Billy Flynn.
En 2016, participó como concursante en la cuarta edición de Gran Hermano VIP de la cadena Telecinco, lo que le llevó a recuperar su notoriedad televisiva. Tras pasar por el reality estrella de la cadena y volver a la televisión en España, Mediaset está trabajando en la posibilidad de ofrecerle presentar un programa de la productora.
En abril de 2016, tras su salida del reality, se confirma que Lozano ha aceptado ser el nuevo presentador de la quinta edición de Granjero busca esposa, en el canal Cuatro.
En diciembre de 2016 se confirma que tras haber presentado Granjero busca esposa, pasa a presentar en Telecinco, un nuevo reality show llamado Sálvame Snow Week, en el que durante 15 días se van a un balneario a buscar a dos nuevos colaboradores famosos para ocupar los sitios dejados vacíos del programa de sobremesa Sálvame. También, en ese mismo mes es copresentador del programa La noche en paz emitido el 24 de diciembre y el 31 de diciembre.
El 31 de enero de 2018, Carlos empieza a colaborar en Sálvame como defensor de la audiencia, recogiendo las críticas y sugerencias del público.
Entre septiembre y octubre de 2018, participó en la sexta edición de Gran Hermano VIP como Invitado VIP en las galas y colaborador en los debates.
En abril de 2019, se confirmó su participación en Supervivientes, donde concursó con Isabel Pantoja, Chelo García-Cortés o su expareja, Mónica Hoyos, entre otros rostros televisivos. Posteriormente, en 2022, participó en Sálvame como presentador de Sálvame Sandía y sustituyendo ocasionalmente a los titulares durante el verano.

## Vida privada
En 1999 conoce a la peruana Mónica Hoyos, que trabajaba como azafata en el programa que él presentaba, "El precio justo". Con ella mantiene una relación de varios años, de la que nace su única hija, Luna, nacida en julio de 2004. En 2007, después de casi ocho años juntos, se separan.
Años más tarde, comienza una relación con la actriz peruana Miriam Saavedra, con la que está hasta el año 2019.

## Trayectoria

### Programas
| Año             | Título                                           | Cadena                 | Notas                       |
| --------------- | ------------------------------------------------ | ---------------------- | --------------------------- |
| 1996-1997       | La ruleta de la fortuna                          | Telecinco              | Presentador                 |
| 1997-1998       | Con T de tarde                                   | Telemadrid             | Presentador                 |
| 1998            | ¡Hola mamá, soy yo!                              | Telemadrid             | Presentador                 |
| 1999            | Adivina, adivinanza                              | Telemadrid             | Presentador                 |
| 1999            | Noche de fiesta                                  | La 1                   | Presentador                 |
| 1999-2001       | Festival Internacional de la Canción de Benidorm | La 1                   | Presentador                 |
| 1999-2001       | El precio justo                                  | La 1                   | Presentador                 |
| 2000            | Eurocanción                                      | La 1                   | Presentador                 |
| 2001            | ¡Vaya peña!                                      | La 1                   | Presentador                 |
| 2001-2004       | Operación Triunfo                                | La 1                   | Presentador                 |
| 2003            | Destino Eurovisión                               | La 1                   | Presentador                 |
| 2003-2004; 2006 | Eurojunior                                       | La 1                   | Presentador                 |
| 2005            | Mira allí                                        | Canal Nou y Telemadrid | Presentador                 |
| 2006-2007       | En esta noche                                    | 7 Región de Murcia     | Presentador                 |
| 2008            | Tan lozano                                       | 7 Región de Murcia     | Presentador                 |
| 2008            | ¿Qué apostamos?                                  | FORTA                  | Presentador                 |
| 2011            | Rico al instante                                 | Antena 3               | Presentador                 |
| 2012-2013       | Operación Triunfo                                | América Televisión     | Presentador                 |
| 2015            | Reyes y estrellas                                | La 1                   | Presentador                 |
| 2015            | Los Lozano                                       | Latina Televisión      | Presentador                 |
| 2016            | Gran Hermano VIP                                 | Telecinco              | Concursante (2.º finalista) |
| 2016            | Gran Hermano 17: El Debate                       | Telecinco              | Colaborador                 |
| 2016            | Hazte un selfi                                   | Cuatro                 | Invitado                    |
| 2016            | Sálvame Snow Week                                | Telecinco              | Presentador                 |
| 2016            | El año en Paz                                    | Telecinco              | Copresentador               |
| 2016-2018       | Granjero busca esposa                            | Cuatro                 | Presentador                 |
| 2017            | Mad in Spain                                     | Telecinco              | Colaborador                 |
| 2017            | Gran Hermano Revolution                          | Telecinco              | Invitado VIP                |
| 2018            | Sálvame                                          | Telecinco              | Defensor de la audiencia    |
| 2018-2022       | Deluxe                                           | Telecinco              | Invitado                    |
| 2018            | Gran Hermano VIP                                 | Telecinco              | Colaborador                 |
| 2019            | Supervivientes                                   | Telecinco y Cuatro     | Concursante (5.º expulsado) |
| 2021-2022       | Sálvame                                          | Telecinco              | Colaborador invitado        |
| 2022            | Sálvame Sandía                                   | Telecinco              | Presentador                 |
| 2022            | Sálvame Mediafest                                | Telecinco              | Padrino                     |
| 2022            | Sálvame                                          | Telecinco              | Presentador sustituto       |

### Películas
- Perro rabioso 2 (1991) como Portero.
- Dile a Laura que la quiero (1995) como Director de una revista.
- Todo sobre mi madre (1999) como Mario.
- Marujas asesinas (2001) como Pablo.
- Pata negra (2001) como Félix.
- Operación Patakón (2007) como Capitán Bermúdez.

### Series
- Casa para dos (Telecinco, 1995) como Carlos (1 episodio).
- Tu pasado me condena (Antena 3, 1996) como Carlos (1 episodio).
- Canguros (Antena 3, 1996) como Carlos (1 episodio).
- Ada Madrina (Antena 3, 1999) como Julio (10 episodios).
- Avenida Perú (Andina de Televisión, 2013) como Santiago de Abascal (120 episodios).

## Premios

### TP de Oro
| Año  | Categoría                       | Programa          | Resultado      |
| ---- | ------------------------------- | ----------------- | -------------- |
| 2001 | Mejor presentador de televisión | Operación Triunfo | Ganador        |
| 2002 | Mejor presentador de televisión | Operación Triunfo | Nominado 1. 2. |

- Datos: Q5750748
- Multimedia: Carlos Lozano / Q5750748